# 10cc (album)
| Recensione | Giudizio |
| ---------- | -------- |
| AllMusic   |          |

10cc è il primo ed eponimo album in studio del gruppo rock britannico 10cc, pubblicato nel 1973.

## Tracce
Side 1
1. Johnny, Don't Do It – 3:36
2. Sand in My Face – 3:36
3. Donna – 2:53
4. The Dean and I – 3:03
5. Headline Hustler – 3:31

Side 2
1. Speed Kills – 3:47
2. Rubber Bullets – 5:15
3. The Hospital Song – 2:41
4. Ships Don't Disappear in the Night (Do They?) – 3:04
5. Fresh Air for My Mama – 3:04

## Formazione
- Eric Stewart - chitarre, sintetizzatore, voce
- Graham Gouldman - basso, chitarre, dobro, tamburello, voce
- Lol Creme - chitarre, piano, sintetizzatore, mellotron, percussioni, voce
- Kevin Godley - batteria, percussioni, voce